# Miyagi Yotoku
Miyagi Yotoku (宮城 与徳; Okinawa, 10 febbraio 1903 – Tokyo, 2 agosto 1943) è stato un pittore giapponese, comunista, attivista marxista e membro della rete di spionaggio di Richard Sorge in Giappone.

## Biografia

### Gli inizi
Miyagi nacque sull'isola di Okinawa il 10 febbraio 1903, a Toe, ora ribattezzata Nago-shi. Suo padre, agricoltore, si trasferì nel 1906 a Davao, nelle Filippine, dove si occupò della costruzione di strade, salvo poi emigrare prima nelle Hawaii e poi in California per la scarsa rendita. Negli Stati Uniti trovò lavoro come fattore vicino a Los Angeles.
Al contrario, il piccolo Miyagi rimase a Okinawa con i nonni paterni: precoce, si interessò fin dalle elementari alla pittura grazie al suo insegnante di scuola materna; nel 1917 superò gli esami di ammissione alla scuola magistrale della prefettura, la Okinawa Prefectural Industrial Apprenticeship School. Prima che però fossero passati due anni, fu costretto ad abbandonare gli studi a causa di una tubercolosi incipiente.
Nel giugno del 1919, raggiunse il padre negli Stati Uniti e si trasferì a vivere assieme col genitore e il fratello a Imperial Valley. In quegli anni, il sentimento antinipponico in California raggiunse il suo apice prima della Seconda guerra mondiale. Si rese conto così del pregiudizio razziale dei bianchi americani contro qualsivoglia asiatico di colore, e contro i giapponesi in particolare a causa di un rancore politico; dovette altresì subire l'atteggiamento di superiorità che i giapponesi residenti in America, specialmente i nisei (giapponesi di seconda generazione), assumevano di fronte ai nuovi immigrati. Secondo le sue stesse parole, "gli immigrati negli Stati Uniti erano trattati con disprezzo dall'ambasciata giapponese e dai nisei più influenti. A volte l'addetto militare li faceva perfino sorvegliare".
C'era però dell'altro: Miyagi trovò che nella comunità giapponese in California, il fatto di essere originario di Okinawa lo allontanava dai suoi compatrioti. Fin dall'infanzia, infatti, si era sviluppato in lui, come nativo di quell'isola, un certo senso di inferiorità di fronte ai giapponesi di Honshū e delle altre isole maggiori. Le differenze di costumi e cultura separano tutt'oggi i giapponesi "puri" dagli okinawani "puri": lo stesso Miyagi avrà modo di dire che detestava "la tirannia della burocrazia giapponese a Okinawa".
Dopo aver cambiato numerose scuole di arte, tra cui la California State School of the Arts di San Francisco, la Brawley Public School, giunse alla San Diego Art School, dove nel 1925 diventò il primo della classe sfoggiando tutto il suo talento. Nel frattempo, si diede da fare come bracciante in una fattoria per circa un anno, quando poi decise di muoversi verso Los Angeles e di aprire nella città un ristorante con altri tre giapponesi dal nome "The Owl".

### La Società dell'Alba e la conversione al comunismo
In una stanza sul retro dell'attività, fu adibita la sede di una piccola società chiamata "Reimeikai", o Società dell'Alba: era questo un gruppo di giovani abitanti di Okinawa di stanza a Los Angeles: avendo il gruppo anche interessi sociali, alcuni nativi di Okinawa cominciarono a considerarli "di sinistra" ed "elementi pericolosi". Fare parte di questa società, tuttavia, lo obbligò a imparare l'inglese. 
La società non travalicò mai le trenta adesioni, ma al Reimeikai cominciarono a unirsi soggetti anarchici e comunisti: tra loro, comparvero amici di Kokotu Shusui, anarchico insurrezionalista giustiziato nel 1911 per aver complottato contro l'imperatore Meiji, nonché un membro che aveva lavorato con Katayama Sen, un veterano marxista che si stabilì successivamente a Mosca. Grazie alla loro influenza, Miyagi cominciò a leggere le opere degli scrittori russi, tra cui Lev Tolstoj, Maksim Gor'kij, Michail Bakunin e Pëtr Alekseevič Kropotkin, e diventò anarchico.
Nel 1927 iniziò a convivere con una ragazza di nome Yamaki Chiyo: assieme a lei andò a vivere nella casa di un tale Kitabayashi, la cui madre, anni dopo, diventerà fondamentale per la rete di spie di Richard Sorge e la loro copertura. Il trasloco lo obbligò a farsi strada come pittore per guadagnarsi da vivere: giunse a tenere la prima mostra personale a Los Angeles nel 1928.
Nel frattempo, la Società dell'Alba cominciò a "vogare verso sinistra": il momento di rottura fu quando nella società si tennero degli interventi sulle teorie marxiste da parte di uno svizzero (Fister) e "Herbert Harris", un professore di università russo. Miyagi e gli altri membri anarchici non approvavano questo orientamento, e in conseguenza nacquero litigi che scoppiarono in una scissione che, per bocca dello stesso Miyagi, "segnò la morte della società".
Miyagi divenne comunista solo due anni più tardi, nel 1929: la sua conversione, secondo il suo stesso racconto, fu dovuta alla "discriminazione inumana esercitata contro le razze asiatiche" negli Stati Uniti. Ancora non si associò tuttavia al partito: assieme alla moglie e alla signora Kitabayashi, si iscrisse a un'organizzazione a esso collegata, la Società di arti proletarie, fondata nell'estate dello stesso anno; per la società si prodigò curando una piccola rivista e dando lezione di storia dell'arte ai soci.
Fu persuaso da un agente del Comintern (Yano Tsutomu) a entrare nel Partito Comunista d'America, iscrizione che avvenne nel 1931. Dichiara Miyagi che "Acconsentii a iscrivermi e assunsi il nome di partito di 'Joe'. Dato che non ero in buone condizioni di salute, fui esonerato dall'obbligo di partecipare alle riunioni e da parecchie altre attività. I mie compiti principali consistevano nello studiare la distribuzione dei lavoratori agricoli giapponesi e di analizzare i problemi cinesi". Queste attenzioni in realtà erano dovute anche come precauzione per non attirare su di lui l'attenzione delle autorità consolari giapponesi, che si erano dimostrate vessatorie nei confronti dei radicali giapponesi sulla costa del Pacifico: in questo caso, il futuro impiego di Miyagi in Giappone come spia ne sarebbe risultato compromesso.

### Ritorno in Giappone
Nel 1933, Yano e "Roy", un bianco occidentale ("comunista americano" secondo le deposizioni di Miyagi) con un peso rilevante all'interno del Comintern, chiesero a Miyagi di andare in Giappone, più precisamente nella Capitale, dove lo attendeva del lavoro da fare. "Roy" gli diede 200 dollari per le spese e un biglietto da un dollaro da conservare attentamente; inoltre, gli disse di prestare attenzione "a un annunzio ukiyo-e sul Japan Advertiser". Gli spiegò infine come avrebbe dovuto identificare l'agente con il quale si sarebbe dovuto incontrare a Tokyo, confrontando cioè i due biglietti da un dollaro, i quali avevano numeri consecutivi.
L'identità di "Roy" è rimasta dubbia fino a recenti studi. Miyagi dovette, su richiesta del procuratore, stendere una lista degli arrestati durante una manifestazione comunista tenutasi a Long Beach: tra di essi, inserì Miyagi Yosaburo, suo cugino di stanza a Los Angeles. Date però le circostanze, l'arresto di Yosaburo non avrebbe avuto senso: quest'ultimo era infatti un nisei, un nippo-americano di seconda generazione con cittadinanza americana: le leggi americane non permettevano l'incriminazione, dato che era illegale per un cittadino americano appartenere al partito comunista degli USA. Determinante per definire la figura di Roy diventa quindi una successiva deposizione: Miyagi dichiarò infatti che la signora Kitabayashi gli confidò come Roy, una volta che Miyagi si stabilì in Giappone, passasse di lì di frequente per sapere se ci fossero notizie sul suo conto; lo stato di ansietà e preoccupazione di Roy verso Miyagi suggerisce che "Roy" era in realtà il cugino Yosaburo.

### Nella rete di Sorge
Verso la metà di dicembre 1933, sul Japan Advertiser, Miyagi lesse il seguente annuncio: "CERCANSI stampe di vecchi maestri Ukiyo-e e libri inglesi sullo stesso argomento. Scrivere casella 423, Japan Advertiser, Tokyo". L'annuncio fu inserito su richiesta di Sorge da Vukelic. Prontamente, Miyagi mandò la risposta al giornale, in seguito alla quale i due si incontrarono negli uffici della agenzia pubblicitaria. Entrambi avevano nel portafoglio un biglietto di banca americano da un dollaro, aventi numeri consecutivi.
Qualche giorno dopo fu lo stesso Sorge a incontrare Miyagi, stavolta nella galleria d'arte Ueno. Sorge, chiedendogli di non tornare in America, lo invitò a fornire informazioni di carattere politico e militare sul Giappone, nonostante, secondo la deposizione n. 28 del 30 marzo 1942, Miyagi sostenga che "Sorge non mi chiese mai esplicitamente di fare dello spionaggio".
Miyagi, non senza riserve, acconsentì a permanere in Giappone e lavorare per Sorge. Si assicurò una rendita fissa col suo lavoro di pittore, e prese alloggio in casa di un amico. Nei primi tempi, Miyagi veniva utilizzato solo per tradurre informazioni dal giapponese all'inglese quando si unì ai servizi segreti, dato che Sorge aveva alcune reticenze sul suo profilo: Miyagi era infatti in America dall'età di sedici anni, e perciò Tokyo gli risultava estranea; non aveva contatti col governo né con gli alti gradi delle forze armate; gli mancavano esperienza e maturità. Sapeva però leggere il giapponese e parlarlo: vantaggio che Sorge utilizzò appieno anche per rintracciare Ozaki Hotsumi. Come copertura, Sorge assunse Miyagi come insegnante di lingua giapponese e di pittura per sua figlia.
Per conto della rete di Sorge, compì un viaggio nella Cina continentale tra il settembre e l'ottobre del 1938.

### L'arresto e la morte
Il 10 ottobre 1941 Miyagi venne arrestato nella sua pensione di Ryudocho e portato alla stazione di polizia di Tsukiji. Tentò il suicidio lanciandosi dalla finestra degli interrogatori al secondo piano, così da sfuggire alla tortura e non dare i nomi dei suoi collaboratori alla Tokkō: non riuscì a uccidersi. Fu portato al Saint Luke's Hospital, dove fu curato prima di riprendere il suo interrogatorio tre giorni dopo. A causa delle barbare torture, fu costretto a confessare i nomi dei suoi compagni, facendo così crollare la rete di spionaggio. 
Il nome di Miyagi venne fuori dalla signora Kitabayashi, arrestata il 27 settembre nella prefettura di Wakayama. A sua volta, la donna era stata denunciata da un altro membro giapponese del Partito Comunista Americano. Miyagi e Kitabayashi furono presi prima di Sorge e Ozaki, dato che l'arresto di questi ultimi due avrebbe portato ripercussioni importanti sul piano internazionale, essendo Sorge membro del partito nazista e fidato uomo dell'ambasciata tedesca a Tokyo, e Ozaki consigliere intimo del Primo Ministro Fumimaro Konoe. 
Incriminato per il suo spionaggio, evitò il patibolo poiché, il 2 agosto 1943, la sua tubercolosi cronica peggiorò, e morì nella casa di detenzione di Tokyo a Sugamo. I suoi resti furono inviati alla madre a Okinawa, poi collocati accanto alla tomba di Sorge nel 1966, nel cimitero di Tama.

### Dopo la morte
Dopo la guerra, la carriera e la personalità di Miyagi lo fecero inserire nei libri di Sadakichi Kawai e Hideki Ozaki relativi all'incidente di Sorge.
Nella sua città natale di Okinawa, nel 1990 si sono tenute mostre delle sue opere postume a Nago e Naha. Nel 2003, in occasione del centenario della sua nascita, si sono svolti eventi commemorativi a livello locale e il 20 gennaio 2006 è stato eretto un monumento a Miyagi (insieme al monumento a Kyuichi Tokuda).
Nel 1964, il governo sovietico ha rivalutato le persone coinvolte nell'incidente, e Miyagi è risultato idoneo per il premio nel "Supreme Council Presidium Order" datato 19 gennaio 1965.